# Fortune (Beni)
Fortune è il settimo album della cantante giapponese Beni, pubblicato il 2 novembre 2011. Ne è stata pubblicata una versione a tiratura limitata contenente un DVD con tutti i video musicali dell'album e tre esibizioni live registrate durante il "Jewel tour". Il disco ha raggiunto la quinta posizione della classifica degli album più venduti in Giappone.

## Tracce
1. Fortune Intro
2. Darlin'
3. Suki Dakara. (好きだから。)
4. LAST SONG
5. MEMORY
6. My World
7. crazy girl
8. One In A Million
9. Koe wo Kikasete (声を聞かせて)
10. secret
11. YES or NO?
12. Oh Yeah!
13. Unmei no Hito (運命の人)
14. ONLY ONE (Bonus Track)